# Hieracium conspicuum
Hieracium conspicuum es una especie de planta con flor del género Hieracium, de la familia Asteraceae, orden Asterales.

## Distribución
Hieracium conspicuum se distribuye por Noruega.

## Taxonomía
Fue descrita científicamente por Boreau. Fue publicada en Fl. Centre France, Ed. 3 [Boreau] 2: 393.